# Conophytum angelicae
Conophytum angelicae là một loài thực vật có hoa trong họ Phiên hạnh. Loài này được (Dinter & Schult.) N.E.Br. mô tả khoa học đầu tiên năm 1925.